# Doktorzy honoris causa Katolickiego Uniwersytetu Lubelskiego
Lista doktorów honoris causa Katolickiego Uniwersytetu Lubelskiego
1945
- bp Marian Leon Fulman, pierwszy wielki kanclerz KUL

1948
- kard. August  Hlond, prymas Polski

1949
- książę kard. Adam Stefan Sapieha, metropolita krakowski
- kard. Stefan Wyszyński, wielki kanclerz KUL, prymas Polski

1952
- ks. inf. dr  Franciszek Sawicki, filozof, Wyższe Seminarium Duchowne w Pelplinie

1957
- ks. prof. Gommar Michiels, kanonista (Belgia)

1958
- bp prof. Piotr Kałwa, wielki kanclerz KUL
- prof. Wiktor Hahn, historyk literatury
- ks. prof. Palemon Glorieux, rektor Uniwersytetu w Lille

1964
- bp Honore Marie Louis van Vaeyenbergh, rektor Katolickiego Uniwersytetu w Louvain
- abp Emile-Arsene Blanchet, rektor Instytutu Katolickiego w Paryżu

1975
- Jan Parandowski, pisarz

1976
- prof. Władysław Tatarkiewicz, filozof

1977
- kard. John Krol, arcybiskup Filadelfii

1980
- prof. Konrad Górski, historyk literatury

1981
- Czesław Miłosz, literat, laureat Nagrody Nobla
- ks. prof. Josef Maria de Smet, historyk, Katolicki Uniwersytet w Leuven

1982
- prof. Leopold Genicot, historyk, Katolicki Uniwersytet w Louvain-la-Neuve

1983
- Jan Paweł II

1985
- abp Stylianos Harkianakis, metropolita greckokatolickiego Kościoła w Australii
- kard. Jan Gerard Maria Willebrands, przewodniczący Watykańskiego Sekretariatu ds. Jedności Chrześcijan
- kard. Józef Glemp, prymas Polski

1987
- dr Karl Dedecius, tłumacz literatury polskiej (Niemcy)
- abp Liudvikas Povilonis, administrator apostolski Kowna i Wilkowyszek

1988
- kard. Józef Ratzinger, prefekt Świętej Kongregacji Nauki Wiary

1989
- dr Helmut Kohl, kanclerz Niemiec

1990
- prof. Zbigniew Brzeziński, politolog (USA)
- abp Bronisław Wacław Dąbrowski, sekretarz Konferencji Episkopatu Polski
- prof. Georges Duby, historyk, członek Akademii Francuskiej
- prof. Jacques Fontaine, filolog klasyczny
- prof. Paul Mikat, prawnik z Uniwersytetu w Bochum

1991
- książę Piotr Michał Czartoryski, działacz polonijny (Kanada)
- dr Stanisław Haidasz, senator (Kanada)
- Henryk Słaby, prawnik i biznesmen (Kanada)

1994
- prof. Rocco Buttiglione, Uniwersytet w Teramo (Włochy)
- prof. Viktor Frankl, Uniwersytet w Wiedniu
- prof. Piotr Skubiszewski, UW, Uniwersytet w Poitiers
- o. Kornelian Dende, Buffalo (USA)
- bp prof. Eugenio Corecco, Lugano (Szwajcaria)

1995
- ks. prałat Jan Wodarski, proboszcz (USA)
- prof. Marcel Janssens, 1995 (Belgia)

1996
- Chiara Lubich, założycielka ruchu Focolari
- prof. Paul Wyczyński, filolog romański, Uniwersytet w Toronto (Kanada)
- abp Szczepan Wesoły, przewodniczący Centralnego Ośrodka Emigracyjnego w Rzymie (Włochy)
- prof. Aleksander Gieysztor, historyk, Uniwersytet Warszawski

1999
- ks. Jan Twardowski, poeta
- ks. prof. dr hab. Anton Rauscher SJ, znawca katolickiej nauki społecznej, Uniwersytet w Augsburgu
- kard. Zenon Grocholewski, prefekt Kongregacji do spraw Wychowania Katolickiego

2000
- prof. dr Bernd Rüthers, prawnik (Niemcy)
- prof. Jude Dougerty, filozof, profesor Katolickiego Uniwersytetu Ameryki w Waszyngtonie
- kard. William Keeler, arcybiskup Baltimore
- Patriarcha Teoktyst (Toader Arapasu), prawosławny patriarcha Rumunii, arcybiskup Bukaresztu
- Rabin Elio Toaff, naczelny rabin Rzymu
- prof. Giovanni Reale, filozof, profesor Uniwersytetu Sacro Cuore w Mediolanie

2001
- bp Stanisław Dziwisz, osobisty sekretarz Jana Pawła II
- abp Józef Kowalczyk, nuncjusz apostolski w Polsce

2002
- kard. Camillo Ruini, przewodniczący Konferencji Episkopatu Włoch

2003
- Rt. Hon. Herb Gray, wicepremier i poseł Parlamentu Kanady
- dr Bernhard Vogel, minister Landu Turyngia
- Manuela Schmid, prawnik z Wysp Kanaryjskich

2004
- prof. Romano Prodi, polityk, były przewodniczący Komisji Europejskiej
- abp Bruno Forte, Profesor Pontificia Facolta Teologica dell' Italia Meridionale
- bp Gerhard Ludwig Müller, biskup Regensburga, prof. Uniwersytetu w Monachium
- prof. Jean Galot SJ, em. prof. Louvain w Belgii i Gregorianum w Rzymie
- Henryk Mikołaj Górecki, kompozytor
- Krzysztof Zanussi, reżyser filmowy i producent
- Piotr Wandycz, emerytowany profesor Uniwersytetu Yale, znawca dziejów najnowszych Polski i Europy Środkowo-Wschodniej

2005
- kard. Joachim Meisner, arcybiskup Kolonii
- Ihor Ševčenko, historyk kultury i literatury bizantyjskiej
- prof. Raimo Pullat, estoński historyk

2007
- kard. Paul Poupard, Przewodniczący Papieskiej Rady Kultury oraz Papieskiej Rady Dialogu Międzyreligijnego
- prof. Janusz Sławiński, teoretyk literatury

2008
- Władysław Bartoszewski, polityk, historyk, pisarz
- dr n. med. Wanda Półtawska, psychiatra
- abp Tadeusz Kondrusiewicz, metropolita mińsko-mohylewski
- prof. Andrea Riccardi, historyk, założyciel wspólnoty św. Idziego

2009
- o. Daniel Ange
- kard. Tarcisio Bertone, Sekretarz Stanu Stolicy Apostolskiej
- Stanisłau Szuszkiewicz, białoruski polityk
- Valdas Adamkus, Prezydent Litwy
- Lech Kaczyński, Prezydent Polski
- Wiktor Juszczenko, Prezydent Ukrainy
- kard. Paul Josef Cordes
- prof. Stefan Stuligrosz
- Valdis Zatlers, Prezydent Łotwy

2010
- Toomas Hendrik Ilves, Prezydent Estonii
- Bartłomiej I
- ks. prof. Lothar Roos
- prof. Eduard Gaugler
- kard. Angelo Scola

2011
- Teresa Kostkiewiczowa
- siostra Małgorzata Anna Borkowska OSB
- ks. Pascual Chávez Villanueva SDB

2012
- Robert Spaemann
- Marian Kucała
- kard. Gianfranco Ravasi

2013
- Kiko Argüello

2014
- kard. Francesco Coccopalmerio

2015
- Richard Swinburne

2021
- Reinhard Zimmermann[1]